# گرانت کانل
 گرانت کانل (انگلیسی: Grant Connell؛ زاده ۱۷ نوامبر ۱۹۶۵) یک تنیس‌باز اهل کانادا است.